# Aquita ectrotoides
Aquita ectrotoides är en fjärilsart som beskrevs av Embrik Strand 1920. Aquita ectrotoides ingår i släktet Aquita och familjen trågspinnare. Inga underarter finns listade i Catalogue of Life.